# Bucy-le-Roi
Bucy-le-Roi – miejscowość i gmina we Francji, w Regionie Centralnym, w departamencie Loiret.
Według danych na rok 1990 gminę zamieszkiwało 156 osób, a gęstość zaludnienia wynosiła 34 osoby/km² (wśród 1842 gmin Regionu Centralnego Bucy-le-Roi plasuje się na 981. miejscu pod względem liczby ludności, natomiast pod względem powierzchni na miejscu 1375.).